# 국소화 (환론)
환론에서 국소화(局所化, 영어: localization)는 환의 일부 원소에 역원을 추가하여 가역원으로 만드는 방법이다. 대수기하학에서 이 과정은 스펙트럼 함자를 통해 대수다양체 또는 스킴의 부분으로 국한시키는 기하학적 과정으로 해석된다. 가환환의 경우에는 국소화는 항상 잘 작동하지만, 비가환환의 경우 국소화가 잘 작동하려면 오레 조건(영어: Ore condition)이라고 불리는 조건이 성립해야 한다.

## 가환환의 국소화

### 보편 성질
{\displaystyle R}가 가환환이고, {\displaystyle S\subseteq R}가 곱셈에 대한 모노이드라고 하자. 그렇다면, {\displaystyle R}의 {\displaystyle S}에 대한 국소화 {\displaystyle (S^{-1}R,\phi )}는 다음 보편 성질을 만족시키는 가환환 {\displaystyle S^{-1}R} 및 환 준동형 {\displaystyle \phi \colon R\to S^{-1}R}으로 구성된다.
1. 임의의 {\displaystyle s\in S\subseteq R}에 대하여, {\displaystyle \phi (s)\in S^{-1}R}는 가역원이다.
2. (1)을 만족시키는 임의의 가환환 {\displaystyle R'} 및 환 준동형 {\displaystyle \phi '\colon R\to R'}에 대하여, {\displaystyle \phi '=\chi \circ \phi }이 되는 환 준동형 {\displaystyle \chi \colon S^{-1}R\to R'}가 유일하게 존재한다.

{\displaystyle {\begin{matrix}R&{\xrightarrow {\phi }}&S^{-1}R\\&{\scriptstyle \phi '}\searrow &\downarrow \scriptstyle \exists !\chi \\&&R'\end{matrix}}}
국소화는 항상 존재하며, 보편 성질의 성질에 따라서 유일한 동형 아래 유일하다.
위 보편 성질은 {\displaystyle S}가 곱셈 모노이드가 아닌 경우에도 정의할 수 있다. 그러나 두 가역원의 곱은 항상 가역원이 되어야 하므로 일반성을 잃지 않고 {\displaystyle S}를 곱셈 모노이드로 놓을 수 있다. 즉, 만약 {\displaystyle S}가 곱셈 모노이드가 아니고, {\displaystyle {\tilde {S}}}가 이를 포함하는 가장 작은 곱셈 모노이드라면, 항상 {\displaystyle S^{-1}R={\tilde {S}}^{-1}R}가 된다.

### 구성
위 보편 성질을 만족시키는 국소화를 구체적으로 다음과 같이 구성할 수 있다.
{\displaystyle R\times S} 위에 다음과 같은 동치 관계를 정의하자. 만약 {\displaystyle r,r'\in R}, {\displaystyle s,s'\in S}이고 {\displaystyle t(rs'-r's)=0}인 {\displaystyle t\in S}가 있다면
{\displaystyle (r,s)\sim (r',s')}
으로 정의한다. 그렇다면 {\displaystyle S^{-1}R=(R\times S)/{\sim }}로 놓자. 이는 대략 {\displaystyle (r,s)}를 {\displaystyle r/s}와 같은 비로 해석하는 것이다. 앞으로 {\displaystyle (r,s)}를 {\displaystyle r/s}로 쓰자.
{\displaystyle S^{-1}R} 위에 다음과 같은 가환환 구조를 정의한다.
{\displaystyle {\frac {r}{s}}+{\frac {r'}{s'}}={\frac {rs'+r's}{ss'}}}
{\displaystyle {\frac {r}{s}}{\frac {r'}{s'}}={\frac {rr'}{ss'}}}.
또한, {\displaystyle R\to S^{-1}R}로 가는 다음과 같은 환 준동형이 존재한다.
{\displaystyle r\mapsto {\frac {r}{1}}}.
이는 일반적으로 단사 함수도, 전사 함수도 아니다.

## 비가환환의 국소화
가환환이 아닐 수 있는 임의의 환 {\displaystyle R} 및 부분 모노이드 {\displaystyle S\subseteq R}에 대하여, 국소화 {\displaystyle \phi \colon R\to S^{-1}R}를 생각할 수 있다. 이는 환의 범주 {\displaystyle \operatorname {Ring} }에서 마찬가지 보편 성질을 만족시키는 환이다. 비가환환의 국소화는 항상 존재하지만,:289, Proposition (4.9.2) 이 경우 일반적으로 다음 성질들이 모두 성립하지 않는다.
- (A) {\displaystyle S^{-1}R}의 모든 원소 {\displaystyle x}에 대하여, {\displaystyle xs=r}가 되는 {\displaystyle s\in S} 및 {\displaystyle r\in R}가 존재한다.[1]:288, (4.9.1a)
- (A′) {\displaystyle S^{-1}R}의 모든 원소 {\displaystyle x}에 대하여, {\displaystyle xs=r}가 되는 {\displaystyle s\in S} 및 {\displaystyle r\in R}가 존재한다.
- (B) {\displaystyle \phi \colon R\to S^{-1}R}의 핵은 {\displaystyle \ker \phi =\{r\in R\colon 0\in rS\}}이다.[1]:288, (4.9.1b)
- (B′) {\displaystyle \phi \colon R\to S^{-1}R}의 핵은 {\displaystyle \ker \phi =\{r\in R\colon 0\in Sr\}}이다.
- (C) {\displaystyle R\neq 0}이며 {\displaystyle 0\not \in S}라면 {\displaystyle S^{-1}R\neq 0}이다.[1]:289, Example (4.9.3)

이 때문에 일반적인 비가환 국소화는 "국소화" 대신 보편 {\displaystyle S}-가역화 환(普遍{\displaystyle S}-可逆化環, 영어: universal {\displaystyle S}-inverting ring)이라고 불리기도 한다.
비가환환의 국소화의 존재는 범주론적으로 다음과 같이 보일 수 있다. 표현 가능 함자 {\displaystyle \hom _{\operatorname {Ring} }(R,-)} 속의, {\displaystyle S}를 가역원으로 대응시키는 환 준동형으로 구성된 부분 함자
{\displaystyle G_{S}\colon \operatorname {Ring} \to \operatorname {Set} }
{\displaystyle G_{S}(R')=\left\{\phi \in \hom _{\operatorname {Ring} }(R,R')\colon \phi (S)\subseteq \operatorname {Unit} (R')\right\}}
를 생각하자. 이는 프레이드 수반 함자 정리에 따라서 왼쪽 수반 함자 {\displaystyle F_{S}\dashv G_{S}}를 가지며, 따라서 {\displaystyle G_{S}}는 표현 가능 함자이다. 즉,
{\displaystyle G_{S}(-)=\hom _{\operatorname {Ring} }(F_{S}(\{\bullet \}),-)}
로 생각할 수 있으며, {\displaystyle F_{S}(\{\bullet \})}는 국소화 {\displaystyle S^{-1}R}를 이룬다.
만약 {\displaystyle R}가 가환환일 경우, 비가환환으로서의 국소화 {\displaystyle S^{-1}R}는 가환환이며, 이는 가환환으로서의 국소화와 일치한다. (이 경우, 비가환환으로서의 국소화는 오레 국소화이며, 이 경우 오레 국소화가 가환환임을 쉽게 알 수 있다.)

### 구성
비가환환의 국소화는 다음과 같이 구체적으로 구성할 수 있다.:Proposition (4.9.2) 환 {\displaystyle R}의 표시
{\displaystyle R\cong \langle \{r_{i}\}_{i\in I}|\{\phi _{j}\}_{j\in J}\rangle }
를 고르자. 즉, 생성원 {\displaystyle r_{i}}와 관계 {\displaystyle \phi _{j}}로 나타내자. 그렇다면, 각 {\displaystyle s\in S}에 대하여 생성원 {\displaystyle s^{*}}를 추가하고, 또 관계
{\displaystyle ss^{*}=s^{*}s=1}
를 추가하자. 그렇다면
{\displaystyle S^{-1}R=\left\langle \{r_{i}\}_{i\in I}\sqcup \{s^{-1}\}_{s\in S}|\{\phi _{j}\}_{j\in J}\cup \{ss^{*}-1\}_{s\in S}\cup \{s^{*}s-1\}_{s\in S}\right\rangle }
는 국소화의 보편 성질을 만족시킨다.
이 구성에서, {\displaystyle S^{-1}R}의 모든 원소는 다음과 같은 꼴로 나타내어진다.
{\displaystyle \sum _{i=1}^{n}r_{i}^{(1)}(s_{1}^{(1)})^{-1}r_{i}^{(2)}(s_{1}^{(2)})^{-1}\cdots r_{i}^{(k_{i})}(s_{1}^{(k_{i})})^{-1}}

### 오레 국소화
비가환환 {\displaystyle R}의 국소화는 항상 존재하지만, 일반적으로 구체적으로 다루기 어렵다. 그러나 만약 환 {\displaystyle R}와 부분 모노이드 {\displaystyle S\subseteq R}가 오레 조건(영어: Ore condition)이라는 조건을 만족시킨다면, 국소화를 구체적으로 정의할 수 있다. 이 경우 존재하는 오레 국소화는 위 성질 (A), (B), (C) (또는 (A′), (B′), (C))를 만족시킨다.
구체적으로, {\displaystyle R}와 부분 모노이드 {\displaystyle S\subseteq R}가 다음 두 조건을 만족시킨다면, 왼쪽 오레 조건(영어: left Ore condition)이 성립한다고 한다.
- {\displaystyle Sr\cap Rs\neq \varnothing \quad \forall r\in R,\;s\in S}
- {\displaystyle \left(0\in rS\implies 0\in Sr\right)\quad \forall r\in R}

마찬가지로, {\displaystyle R}와 부분 모노이드 {\displaystyle S\subseteq R}가 다음 조건을 만족시킨다면, 오른쪽 오레 조건(영어: right Ore condition)이 성립한다고 한다.
- {\displaystyle rS\cap sR\neq \varnothing \quad \forall r\in R,\;s\in S}
- {\displaystyle \left(0\in Sr\implies 0\in rS\right)\quad \forall r\in R}

{\displaystyle (R,S)}가 왼쪽 오레 조건을 만족시킨다고 하자. 그렇다면, 곱집합 {\displaystyle R\times S} 위에 다음과 같은 동치 관계를 주자.
{\displaystyle (r,s)\sim (r',s')\iff \exists {\tilde {r}}\in R,{\tilde {s}}\in S\colon {\tilde {s}}s'-{\tilde {r}}s={\tilde {s}}r'-{\tilde {r}}r=0}
그렇다면 {\displaystyle S^{-1}R}는 집합으로서 몫집합 {\displaystyle (R\times S)/{\sim }}이다. {\displaystyle (r,s)}의 동치류를 {\displaystyle s^{-1}r}로 표기하자. {\displaystyle S^{-1}R} 위의 곱셈은 다음과 같다.
{\displaystyle (s^{-1}r)(s'^{-1}r')=({\tilde {s}}s)^{-1}({\tilde {r}}r')\qquad ({\tilde {r}}\in R,\quad {\tilde {s}}\in S,\quad {\tilde {r}}s'={\tilde {s}}r)}
여기서 {\displaystyle {\tilde {r}}s'={\tilde {s}}r}인 {\displaystyle {\tilde {r}}\in R,{\tilde {s}}\in S}는 왼쪽 오레 조건에 의하여 존재하며, 이는
"{\displaystyle {\tilde {s}}^{-1}{\tilde {r}}=rs'^{-1}}"
로 생각할 수 있다. (물론 이는 아직 엄밀히 정의되지 않는다.) 마찬가지로, {\displaystyle S^{-1}R} 위의 덧셈은 다음과 같다.
{\displaystyle s^{-1}r+s'^{-1}r'=({\tilde {s}}s)^{-1}({\tilde {s}}r+{\tilde {r}}r')\qquad ({\tilde {r}}\in R,\quad {\tilde {s}}\in S,\quad {\tilde {s}}s={\tilde {r}}s')}
여기서 {\displaystyle {\tilde {s}}s={\tilde {r}}s'}인 {\displaystyle {\tilde {r}}\in R,{\tilde {s}}\in S}는 왼쪽 오레 조건에 의하여 존재하며, 이는
"{\displaystyle {\tilde {s}}^{-1}{\tilde {r}}=ss'^{-1}}"
로 생각할 수 있다. 덧셈의 정의는
"{\displaystyle s^{-1}r+s'^{-1}r'=s^{-1}\left(r+ss'^{-1}r'\right)=s^{-1}\left(r+{\tilde {s}}^{-1}{\tilde {r}}r'\right)=s^{-1}{\tilde {s}}^{-1}\left({\tilde {s}}r+{\tilde {r}}r'\right)=({\tilde {s}}s)^{-1}\left({\tilde {s}}r+{\tilde {r}}r'\right)}"
로 생각할 수 있다.
마찬가지로, 오른쪽 오레 조건의 경우에도 마찬가지로 국소화 {\displaystyle S^{-1}R}를 구성할 수 있다.
이렇게 구성한 국소화를 오레 국소화(영어: Ore localization)라고 한다. 왼쪽·오른쪽 오레 국소화는 (보편 성질에 따른) 국소화의 특수한 경우이다.:Corollary (4.10.11)
가환환의 경우 왼쪽·오른쪽 오레 조건이 자명하게 성립하며, 이 경우 오레 국소화는 가환환으로서의 국소화와 일치한다.

## 가군의 국소화
환 {\displaystyle R}의 곱셈에 대한 부분 모노이드 {\displaystyle S\subseteq R} 및 {\displaystyle R} 위의 왼쪽 가군 {\displaystyle M}이 주어졌다고 하자. 그렇다면, {\displaystyle M}의 {\displaystyle S}에서의 국소화 {\displaystyle S^{-1}M}은 {\displaystyle S^{-1}R} 위의 왼쪽 가군이며, 다음과 같다.
{\displaystyle S^{-1}M=S^{-1}R\otimes _{R}M}
또한, 표준적인 {\displaystyle R}-왼쪽 가군 사상 {\displaystyle \phi \colon M\to S^{-1}M}가 존재한다.
이는 함자
{\displaystyle (S^{-1}R\otimes _{R})\colon {{}_{R}\operatorname {Mod} }\to {{}_{S^{-1}R}\operatorname {Mod} }}
를 정의하며, 환 준동형 {\displaystyle R\to S^{-1}R}에 의한 망각 함자
{\displaystyle F\colon {{}_{S^{-1}R}\operatorname {Mod} }\to {{}_{R}\operatorname {Mod} }}
의 왼쪽 수반 함자이다. 즉, 이는 다음과 같은 수반 함자 보편 성질을 만족시킨다. 임의의 {\displaystyle R}-왼쪽 가군의 준동형 {\displaystyle \phi _{N}\colon M\to N}에 대하여, 만약 임의의 {\displaystyle s\in S}에 대하여 {\displaystyle s\cdot \colon N\to N}이 전단사 함수라면, {\displaystyle \phi _{N}=\chi \circ \phi }인 {\displaystyle R}-왼쪽 가군 준동형 {\displaystyle \chi \colon S^{-1}M\to N}이 존재한다.
{\displaystyle {\begin{matrix}M&{\xrightarrow {\phi }}&S^{-1}M\\&{\scriptstyle \phi _{N}}\searrow &\downarrow \scriptstyle \exists !\chi \\&&N\end{matrix}}}

### 구성
{\displaystyle R}가 가환환일 때, 가군의 국소화 {\displaystyle S^{-1}M\cong S^{-1}R\otimes _{R}M}는 다음과 같이 매우 구체적으로 구성할 수 있다.
{\displaystyle S\times M} 위에 다음과 같은 동치 관계를 부여하자.
{\displaystyle (s,m)\sim (s',m')\iff \exists t\in S\colon ts'm=tsm'}
{\displaystyle S^{-1}M}은 집합으로서 위 동치 관계에 대한 몫집합이다. {\displaystyle (s,m)\in S\times M}의 동치류를 {\displaystyle m/s}로 표기하자. 그렇다면, {\displaystyle S^{-1}M} 위의 덧셈과 스칼라 곱셈은 다음과 같다.
{\displaystyle {\frac {m}{s}}+{\frac {m'}{s'}}={\frac {s'm+sm'}{ss'}}\qquad \forall m,m'\in M,\;s,s'\in S}
{\displaystyle {\frac {r}{s}}{\frac {m}{s'}}={\frac {rm}{ss'}}\qquad \forall m\in M,\;s,s'\in S,\;r\in R}

## 성질

### 소 아이디얼
가환환 {\displaystyle R} 및 곱셈 모노이드 {\displaystyle S\subseteq R}에 대하여, 국소화 {\displaystyle \phi \colon R\to S^{-1}R}의 소 아이디얼들은 {\displaystyle R}의 소 아이디얼 가운데 {\displaystyle S}와 서로소인 것들과 일대일 대응한다. 즉, 다음과 같은 전단사 함수가 존재한다.
{\displaystyle f\colon \operatorname {Spec} (S^{-1}R)\to \{{\mathfrak {p}}\in \operatorname {Spec} R\colon {\mathfrak {p}}\cap S=\varnothing \}}
{\displaystyle f\colon {\mathfrak {q}}\mapsto \phi ^{-1}({\mathfrak {q}})}
여기서  {\displaystyle \phi \colon R\to S^{-1}R}는 표준적으로 존재하는 환 준동형이다.
특히, {\displaystyle R}의 소 아이디얼 {\displaystyle {\mathfrak {p}}}에 대하여, {\displaystyle R_{\mathfrak {p}}}는 국소환이며, 유일한 극대 아이디얼은 {\displaystyle {\mathfrak {p}}}에 대응한다.

### 국소화의 단사성과 전사성
가환환 {\displaystyle R} 및 곱셈 모노이드 {\displaystyle S\subseteq R}에 대하여, 다음 두 조건이 서로 동치이다.
- 표준적 환 준동형 {\displaystyle R\to S^{-1}R}가 단사 함수이다.
- {\displaystyle S}는 영인자를 포함하지 않는다. (0은 정의에 따라 영인자이다.)

그러나 이는 비가환한에 대하여 일반적으로 성립하지 않는다.
뇌터 가환환 {\displaystyle R} 위의 단사 가군 {\displaystyle I} 및 임의의 원소 {\displaystyle r\in R}에 대하여, {\displaystyle I\to I_{r}}는 전사 함수이다.:214, Lemma III.3.3

### 오레 조건의 필요충분성
환 {\displaystyle R} 및 곱셈 모노이드 {\displaystyle S\subseteq R}에 대하여 다음 두 조건이 서로 동치이다.:300, Theorem (4.10.6)
- {\displaystyle (R,S)}는 왼쪽 오레 조건을 만족시킨다.
- 다음 세 조건들을 만족시키는 환 준동형 {\displaystyle \phi \colon R\to R'}이 존재한다.
  - {\displaystyle \phi (S)\subseteq \operatorname {Unit} (R')}
  - {\displaystyle R'=\phi (S)^{-1}\phi (R)}
  - {\displaystyle \ker \phi =\{r\in R\colon 0\in Sr\}}

또한, 이러한 조건을 만족시키는 {\displaystyle \phi \colon R\to R'}는 유일한 동형 아래 유일하며, (오레) 국소화와 일치한다.:302, Corollary (4.10.11)
마찬가지로, 환 {\displaystyle R} 및 곱셈 모노이드 {\displaystyle S\subseteq R}에 대하여 다음 두 조건이 서로 동치이다.
- {\displaystyle (R,S)}는 오른쪽 오레 조건을 만족시킨다.
- 다음 세 조건들을 만족시키는 환 준동형 {\displaystyle \phi \colon R\to R'}이 존재한다.
  - {\displaystyle \phi (S)\subseteq \operatorname {Unit} (R')}
  - {\displaystyle R'=\phi (R)\phi (S)^{-1}}
  - {\displaystyle \ker \phi =\{r\in R\colon 0\in rS\}}

특히, 만약 {\displaystyle R}가 가환환이라면 왼쪽·오른쪽 오레 조건이 자명하게 성립하므로 위 세 조건들이 성립한다.

## 예
(비가환일 수 있는) 환 {\displaystyle R} 및 곱셈 모노이드 {\displaystyle S\subseteq R}가 주어졌다고 하자.
- {\displaystyle 0\in S}이라고 하자. 그렇다면 항상 {\displaystyle S^{-1}R=0} (자명환)이다. 만약 {\displaystyle R}가 가환환이라면, 그 역 또한 성립한다.
- {\displaystyle S=\{1\}}이라고 하자. 그렇다면 항상 {\displaystyle S^{-1}R=R}이다.

### 분수체
(곱셈 항등원을 갖는) 환 {\displaystyle R}에 대하여,
{\displaystyle S=R\setminus \left(\{r\in R\colon 0\in rR\}\cup \{r\in R\colon 0\in Rr\}\right)}
가 정칙원(오른쪽 영인자 또는 왼쪽 영인자가 아닌 원소)들의 집합이라고 하자. 또한, {\displaystyle (R,S)}가 왼쪽 오레 조건 또는 오른쪽 오레 조건을 만족시킨다고 하자. 그렇다면, 국소화 {\displaystyle S^{-1}R}를 {\displaystyle R}의 전분수환 {\displaystyle \operatorname {Frac} R}라고 한다.
특히, 만약 {\displaystyle R}가 (가환) 정역이라면 {\displaystyle S=R\setminus \{0\}}이며, {\displaystyle \operatorname {Frac} R}는 체를 이룬다. 이 경우, {\displaystyle \operatorname {Frac} R}는 분수체라고 한다. 보다 일반적으로, 정역의 0을 포함하지 않는 부분 모노이드 {\displaystyle S\subseteq R\setminus \{0\}}가 주어졌을 때, 경우, 국소화 준동형 {\displaystyle R\to S^{-1}R}은 다음과 같이 {\displaystyle R\to \operatorname {Frac} R}의 일부분을 이룬다.
{\displaystyle R\to S^{-1}R\to \operatorname {Frac} R}
이에 따라 {\displaystyle S^{-1}R}는 항상 분수체 {\displaystyle \operatorname {Frac} R}의 부분환을 이룬다.

### 정수환
정수환 {\displaystyle \mathbb {Z} }의 소 아이디얼은 소수의 주 아이디얼 {\displaystyle (p)} 또는 영 아이디얼 {\displaystyle (0)}이다.
정수환 {\displaystyle \mathbb {Z} }를 소 아이디얼에서 국소화하면 다음과 같다.
{\displaystyle \mathbb {Z} _{(p)}=\{m/n\colon \gcd\{m,n\}=1,\;p\nmid n\}\subsetneq \mathbb {Q} }
{\displaystyle \mathbb {Z} _{(0)}=\mathbb {Q} }
즉, 분모가 {\displaystyle p}의 배수가 아닌 유리수들의 환이다. 이들은 정역의 소 아이디얼에서의 국소화이므로 국소환이다. 특히, {\displaystyle \mathbb {Z} _{(p)}}는 이산 값매김환이며, {\displaystyle \mathbb {Z} _{(0)}=\mathbb {Q} }는 체이다.
정수환의 {\displaystyle \mathbb {Z} }를 원소 {\displaystyle k\in \mathbb {Z} }에서 국소화하면 다음과 같다.
{\displaystyle \mathbb {Z} _{k}=\{m/k^{n}\colon \gcd\{m,k\}=1,\;n\in \mathbb {N} \}\subsetneq \mathbb {Q} \qquad (k\neq 0)}
{\displaystyle \mathbb {Z} _{0}=0} (자명환)
즉, 분모가 {\displaystyle k}의 거듭제곱인 유리수들의 환이다. (이는 흔히 {\displaystyle \mathbb {Z} _{p}}로 표기되는 p진 정수의 환과 다른 환이다. p진 정수는 정수환을 국소화 대신 완비화하여 얻는다.)

### 정수환의 몫환
정수환의 몫환 {\displaystyle R=\mathbb {Z} /(n)}을 생각해 보자. {\displaystyle n}이 소수의 거듭제곱이라면 {\displaystyle S=\{1\}}이거나 {\displaystyle 0\in S}이다. 만약 {\displaystyle n=ab}이고, {\displaystyle a}와 {\displaystyle b}가 1보다 큰 서로소 자연수라면 중국인의 나머지 정리에 의하여 {\displaystyle \mathbb {Z} /ab=\mathbb {Z} /a\times \mathbb {Z} /b}이다. 그렇다면 {\displaystyle S=\{(1,0),(1,1)\}}이 가능한데, 이 경우 {\displaystyle S^{-1}R=\mathbb {Z} /b}이다.

### 비가환환의 자명한 국소화
체 {\displaystyle K} 및 정수 {\displaystyle n\geq 2}에 대하여, 행렬환 {\displaystyle \operatorname {Mat} (K;n)}을 생각하자. {\displaystyle E_{i,j}}가 {\displaystyle (i,j)}에서 성분 {\displaystyle 1\in K}을 가지며, 나머지 성분이 모두 {\displaystyle 0\in K}인 행렬이라고 하자. 그렇다면, {\displaystyle S=\{1,E_{i,j}\}}일 때, 국소화 {\displaystyle S^{-1}\operatorname {Mat} (K;n)}는 자명환이다.:289–290, Example (4.9.3)

## 응용
대수기하학에서는 크게 두 종류의 국소화가 사용된다.:xvi
- 원소 {\displaystyle f\in R}가 주어진 경우, {\displaystyle R_{f}}는 {\displaystyle S=\{1,f,f^{2},f^{3},\dots \}}에 대한 국소화이다. 기하학적으로, 이는 함수환을 {\displaystyle f}가 0이 아닌 점들로 구성된 자리스키 열린집합 {\displaystyle U_{f}\subset \operatorname {Spec} R}에 국한한 것이다.
  - 예를 들어, 1차원 아핀 공간의 함수환 {\displaystyle k[x]}의 경우 {\displaystyle k[x]_{x}=k[x,x^{-1}]}는 로랑 다항식환이다. 이는 원점을 제거한 1차원 아핀 공간 {\displaystyle \{x\neq 0\}=\mathbb {A} _{k}^{1}\setminus \{0\}} 위에서 정의된 유리 함수들의 체이므로, {\displaystyle \{x\neq 0\}}으로 국한된 것을 알 수 있다.
- 소 아이디얼 {\displaystyle {\mathfrak {p}}\in R}가 주어진 경우, {\displaystyle R_{\mathfrak {p}}}는 {\displaystyle S=R\setminus {\mathfrak {p}}}에 대한 국소화이다. 기하학적으로, 이는 함수환을 {\displaystyle {\mathfrak {p}}\in \operatorname {Spec} R}의 자리스키 폐포 {\displaystyle V({\mathfrak {p}})}의 근방에 국한한 것이다.
  - 예를 들어, 1차원  아핀 공간의 함수환 {\displaystyle k[x]}를 극대 아이디얼 {\displaystyle (x)}에서 국소화하면 유리 함수체 {\displaystyle k[x]_{(x)}=k(x)=\{f(x)/g(x)\colon f(x),g(x)\in k[x],g(0)\neq 0\}}을 얻는다. 이는 {\displaystyle x=0}의 근방에서 정의되는 유리 함수들의 체이므로, {\displaystyle x=0}의 근방으로 국한된 것을 알 수 있다.

## 역사
1927년에 하인리히 그렐(독일어: Heinrich Grell, 1903~1974)이 정역의 분수체를 도입하였다.:299:57
에미 뇌터는 오레 조건의 기본 개념을 이해하고 있었지만, 이에 대하여 출판하지 않았다.:300 오레 국소화는 외위스테인 오레(1899~1968)가 1937년에 도입하였다.:466:299 (람짓윈은 이 사실과 관련하여 "NOETHER"(뇌터)가 "THEN ORE"(영어로, "그 뒤 오레")의 어구전철이 된다는 사실을 지적하였다.:300)
임의의 가환환의 국소화는 클로드 슈발레와 알렉산드르 일라리오노비치 우스코프(러시아어: Алекса́ндр Илларио́нович У́зков)가 도입하였다.:57

## 같이 보기
- 국소환
- 값매김환